# Guerrin et l'Homme sauvage

Guerrin et l'Homme sauvage (L'uomo salvatico) est un conte de fées italien figurant dans le premier volume du recueil Les Nuits facétieuses (1550 ; fable V-1) de Giovanni Francesco Straparola.

## Résumé
Philippe Marie, roi de Sicile, n'a qu'un seul fils, nommé Guerrin. Le roi, féru de chasse, réussit un jour, avec l'aide de deux de ses barons, à capturer un homme sauvage. Il enferme celui-ci dans une prison de son palais, dont il confie les clés à sa femme. Pendant que le roi est reparti à la chasse, l'envie vient à son fils de voir le prisonnier. Ils discutent. Pendant leur conversation, l'homme sauvage s'empare d'une très belle flèche que l'enfant tient à la main et n'accepte de la lui rendre qu'à condition qu'il le libère. Il lui explique la façon dont l'enfant doit s'y prendre pour voler les clés à sa mère au moment où celle-ci dort aux alentours de midi. Guerrin réussit à prendre les clés et délivre l'homme sauvage, qui, comme promis, lui rend sa flèche, avant de se sauver.

« [...] Or cest homme sauvage estoit un fort beau jeune filz, qui pour un desdain ne pouvoit acquerir la grace de celle qu'il aymoit à merveilles, laissans toutes occupations amoureuses, & passetemps, se mit entre les bestes farouches, faisant son habitation aux forestz ombrageuses, mangeant herbes, & beuvant de l'eau comme les autres bestes : tellement que le pauvre miserable avoit changé sa peau tendre, & delicate en gros poil & cuir dur, la barbe espoisse & longue, joint que par le moyen de l'herbe qu'il mangeoit ordinairement, le poil & les cheveux luy estoyent devenuz si verdz, que c'estoit chose monstrueuse à le voir. [...] »

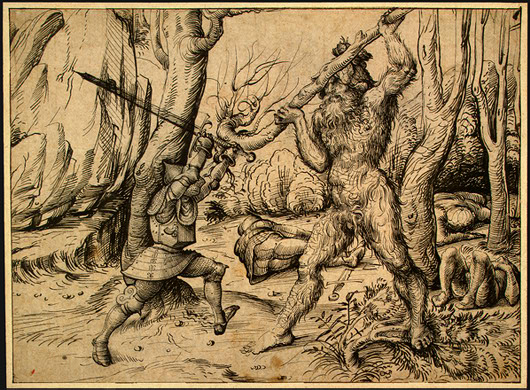
Le Combat dans la forêt. Dessin (v.1500) de Hans Burgkmair l'Ancien, montrant un soldat en lutte avec un homme sauvage. National Gallery of Art, Washington.

Dès son réveil, la reine s'aperçoit de la disparition des clés et court à la prison, qu'elle trouve vide. Elle est désemparée, ce que voyant Guerrin lui confesse que c'est lui-même qui a ouvert la porte. De crainte que le roi, en l'apprenant, ne s'en prenne à son fils, la reine organise la fuite de celui-ci qui, avec deux serviteurs, de l'or et de l'argent, et d'excellents chevaux, s'en va à l'aventure. À son retour, le roi constate à son tour la disparition de l'homme sauvage et entre dans une rage folle, qui ne fait que croître quand la reine lui avoue qu'elle a incité Guerrin à fuir au loin. Tenant plus à son fils qu'à celui qu'il avait capturé, il fait chercher partout Guerrin, mais en vain.
Guerrin longtemps voyage et parvient à l'âge de seize ans. Ses serviteurs complotent alors de le tuer pour s'emparer de ses biens, mais n'y réussissent pas. Sur sa route, Guerrin croise un très beau jeune homme qui lui demande de pouvoir l'accompagner. Guerrin accepte mais, ce qu'il ignore, c'est que ce jeune homme est en réalité l'homme sauvage : une fée, qu'il a guérie sans le vouloir, lui a cependant offert en récompense l'apparence qu'il a à présent, ainsi qu'un cheval fée. Chevauchant, les deux jeunes hommes arrivent bientôt en Irlande, où règne le roi Geofroy, qui a deux filles d'une beauté sans pareille : Potentiane et Éleuthérie. Les deux compagnons trouvent un endroit où loger. L'ancien sauvage veut à un moment partir plus loin, mais son ami le persuade de rester.

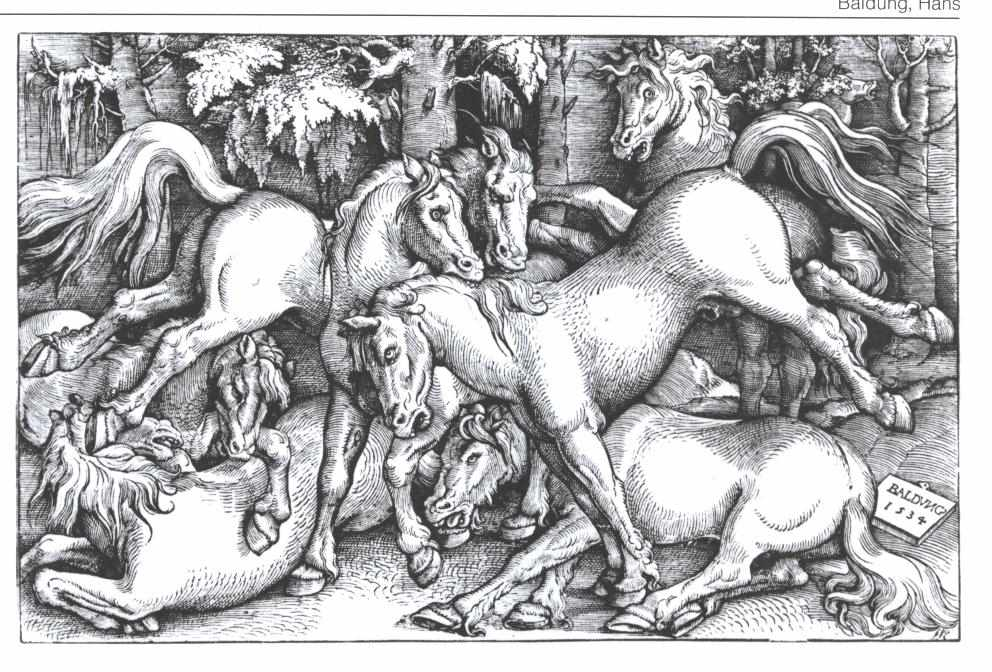
Bataille d'étalons. Gravure (1534) de Hans Baldung Grien.

Au moment de leur arrivée, l'Irlande est dévastée par deux animaux redoutables, un cheval et une jument sauvages, que personne n'ose défier et qui sont cause pour le pays et le roi du plus grand tourment. Les deux serviteurs de Guerrin, qui cherchent toujours à se débarrasser de leur maître, en voient là le moyen. Ils font en sorte que le roi apprenne que Guerrin se vante de pouvoir affronter l'une des terribles bêtes : le roi obligera Guerrin à faire ce qu'il prétend et, alors, soit Guerrin refusera et le roi le condamnera à mort, soit c'est l'animal qui le tuera. Tout se passe comme ils l'avaient prévu, du moins dans un premier temps : Guerrin doit affronter le féroce cheval ou s'apprêter à mourir. Devant le dilemme qui lui est imposé, Guerrin se mine de désespoir et se confie à son ami, lequel le rassure et lui dit qu'il va tout arranger. Il lui dit de demander au roi de faire fabriquer quatre fers à cheval plus grands que les fers ordinaires et de les attacher au cheval fée. Guerrin obtient qu'on équipe ainsi le cheval fée et, assis sur le dos de celui-ci, part au devant du terrible cheval sauvage. Dès qu'il le voit, suivant en cela les instructions que lui a données son ami, il met pied à terre et grimpe au sommet d'un arbre. Ainsi perché, il assiste au duel entre les deux chevaux, dont le cheval fée sort vainqueur, après avoir, de deux ruades, déboîté la mâchoire de l'autre. Guerrin peut alors capturer la bête malfaisante et la ramener au roi, au grand dam des deux serviteurs. Ces derniers ne s'avouent toutefois pas vaincus et, en procédant de la même manière, font en sorte que Guerrin soit chargé de terrasser aussi la jument. Qu'à cela ne tienne : Guerrin capture aussi la jument, mais le cheval fée lui a donné un si grand coup à la jambe, qu'elle en meurt peu de temps après. Le pays, quoi qu'il en soit, est libéré.
Guerrin, dans son logis, voit un frelon pris au piège dans un pot de miel, et lui offre la liberté. Plus tard, le roi décide d'accorder à Guerrin la main de l'une de ses filles en récompense de ses exploits, mais le jeune homme doit deviner laquelle, ou sinon il mourra. Guerrin, de nouveau, s'en remet à son ami, qui lui dit que sa promise lui sera désignée par le frelon qu'il a libéré. Il lui révèle également que son nom à lui est Robinet et qu'il est l'homme sauvage que Guerrin a jadis sauvé et qu'une fée a transformé. Plus tard, quand le roi présente ses deux filles voilées à Guerrin, celui-ci, grâce au frelon, réussit à désigner celle que le roi lui destine : Potentiane, dont les cheveux sont d'or, que Guerrin peut alors épouser. À l'ami Robinet est accordée la main de la seconde fille du roi, Éleuthérie, dont les cheveux sont d'argent.
Les deux couples reviennent en Sicile chez le roi Philippe Marie. Ils vivent heureux et laissent après eux de beaux enfants pour héritiers.

## Classification
Dans la classification des contes-types d'Aarne et Thompson, Guerrin et l'Homme sauvage est rangé dans les contes de type AT 502, « L'Homme sauvage ». Relève également de ce type Jean de Fer, un conte recueilli par les frères Grimm.

## Commentaire
Parmi les éléments de l'histoire, on retrouvera par la suite l'épisode où, de façon traître, sont imposées au héros des missions périlleuses dont il finit par sortir vainqueur notamment dans Corvetto, conte figurant dans le Pentamerone (1634-1636) de Giambattista Basile.
On trouve dans les légendes d'autres chevaux dits « fées », notamment le cheval Bayard ou Hora, cheval que l'on dit avoir appartenu à saint Hubert.

## Sources et bibliographie

### Texte en ligne
- (fr) Les Facecieuses Nuictz du Seigneur Jan François Straparole, trad. Jean Louveau, Guillaume Rouille, Lyon, 1560. Voir « Cinquieme Nuict, Fable premiere », p. 297-317. – En ligne sur Google Books. – Commentaire général sur l'ouvrage : Ne contient en fait que les cinq premières Nuits ; certaines libertés sont prises avec la traduction, plusieurs récits se trouvant même remplacés par d'autres, de l'Allemand Bebel.
- (it) Giovanni Francesco Straparola, Le piacevoli notti, Libro primo, Notte quinta, Favola I. – sur intratext.com.

### Ouvrages de référence/ études
- (fr) Paul Delarue, Marie-Louise Ténèze, Le Conte populaire français, édition en un seul volume reprenant les quatre tomes publiés entre 1976 et 1985, Maisonneuve et Laroze, coll. « Références », Paris, 2002  (ISBN 2-7068-1572-8).